# Озерськ (Самарська область)
Озерськ — селище у Большеглушицькому районі Самарської області. Входить до складу сільського поселення Фрунзенське.

## Історія
У 1973 році указом Президії ВР РРФСР селище відділення № 2 радгоспу імені Фрунзе перейменовано в Озерськ.